# Mzimba
Mzimba – miasto w Malawi w Regionie Północnym. Ponad 26 tys. mieszkańców (2018). Ośrodek przemysłowy.